# パスハンター
パスハンターは日本独自の自転車の形態であり、急峻な日本の峠道を踏破するサイクリングの一形態であるパスハンティングのために特化した車種である。
狭義のパスハンターは、パスハンティング専用に設計・製作されたものを指すが、既存の自転車にパスハンティング向きの改造を施したものも、そう呼ぶ場合がある。
本格的なパスハンティングの愛好家は絶対数が多くなく、大量生産を可能にするだけの需要がないため、パスハンターはオーダーメイドの一品製作か、既存車種の改造に頼ることになる。

## パスハンティングとは
パスとはPass 又はPath であり､小道､小路､経路､峠などを意味している｡ 山がちな国土を持つ日本では、ある程度以上の距離を移動する場合はほぼ必ず峠越えは発生するが、「パスハンティング」（pass―峠　hunting―漁る）は、車道ではない 旧道、古道 、廃道 などを対象とする。
こうした道は一般への露出が少なく情報が乏しいため、攻略には冒険、探検的な要素が強い。管理が行き届いていない場合が多く倒木や降雨による洗堀、土石の崩落、植物の繁茂などによって荒廃していることが普通である。このため、パスハンターは荒地を走破するのに適した装備、形態を持つことが求められる。
徒歩での登山と同様、事故や遭難のリスクが常にある。

## 歴史
パスハンターという自転車の形態が確立されたのは、日本にランドナーに代表されるツーリング用自転車の定着した1960年代後半ごろ。通常のツーリングに飽き足らず、冒険を求めるサイクリストたちの試行錯誤によって、ランドナーを元にパスハンティングに適した改良が加えられ、一定の様式が生まれるに至った。続く1970年代から1980年代前半ごろまでは、ランドナーベースが主流となった。
カタログモデルの代表例は「ALPSクライマー」シリーズ

## 車体の特徴
ここではパスハンターのジャンルが確立された当初からの、古い形態を中心に述べる。なお、パスハンティングは競技ではないため機材に関するルールはなく、一台ずつ組み上げるカスタム車でもあるため、製作者や使用者の経験と好みを反映し、細部の形態にはかなりの幅がある。

### フレーム
ランドナー同様に低速向きのフレーム設計と同時に、より荒地に対応した構成とする。乗車の困難なほど路面が荒廃した場所では、車体を担いで徒歩で突破する必要に迫られる場合がある為に、軽量かつ担ぎやすい形状や工夫が必要となる。雪や泥詰まりを考慮したホイールとのクリアランスが必要で、BBハイトも高めの設計となる。またランドナーとは異なり、足場の不安定な荒地での足付き性の確保のため、トップチューブが後ろ下がりの設計となることが多いが、上述の担ぎやすさとの両立を図らねばならないため、後ろ下がりの度合いは小さい。またこれと関連して、走路の勾配等の状況に合わせて適宜サドルの高さを容易に調節できるよう、クイック レリーズ（リリース）式のシートピンが用いられる場合もあった（必須では無い）。
フレームの素材はランドナーに準じ、ラグ付スチールが多い。

### ハンドル
荒地での操縦性を重視してフラットバーが用いられる（幅は45cm前後が多い）が、ランドナーバーなどのドロップバーが使われることもある。1980年初頭からはブルホーンバーやマルチポジションバー、近年はその派生形（藤田ハンドルやディアボーンなど）も好んで用いられて来た。

### ホイール
ランドナーやキャンピング車と共通の規格である650×38Aや650×42Bあたりが主流。1980年代からスポルティーフ派生形の700Cも用いられ（クロス用チューブラー30c）。1980年代後半から26HEも利用され始めた。20×11/2インチなどの小径パスハンターも見られる。
タイヤのトレッドパターンは道の状態やライディングスタイルに合わせて選択される。荒れた非舗装路ではブロックパターンが有利であるが、目的の山までのアプローチを輪行などによらず自走で行なう場合は、舗装路での転がり抵抗が問題となる。
旧式の650規格のパスハンター向けブロックタイヤは現在選択肢が非常に狭まっており、国内メーカーではパナレーサーの「コルデラヴィ・パスハンティング」のみが細々と供給されている。

### 駆動系
チェーンホイールは急勾配を登る為の軽いギヤ比を得ると共に、荒地に露出した岩などとの接触による破損を避けるためコンパクトさが要求され、42t-28tや36t-26tなどが使用される（ALPSクライマーではワイドなダブル44t-26tが装備されていた）。トリプルよりはコンパクトなダブルかシングル※で、アウターガードを装備する等、荒地に特化した構成が見られる。またリアのロー側は24t～28t程度の登坂に向いた歯数が要求される。
(リア30t以上はランドナー規格製品に存在しなかった為あまり用いられない、主に大きさ・重さ・後変速機などの都合による)
荒地ではハンドルを取られやすいため、ハンドルバーから手を離さずに変速操作が可能なサムシフターやバーコン等、手元変速レバーを装備する場合も多い。

### ブレーキ
泥詰まりを起こしにくいカンチレバーブレーキや特にブレーキ効きが強いセンタープルブレーキが一般的である。
（ALPSクライマーでは前にカンチレバー、後にセンタープルを装備）
近年ではディスクブレーキを採用したものもある。

### キャリア
担ぎを軽くするため、また荒れた路面でのハンドリングへの支障を避けるため、キャリアは装備せずに小型のサドルバッグサポーター程度とし、一切装備しない場合も多い。

### 電装品
担ぎを軽くするため、また急な登りや荒地では速度が上がらないことからダイナモ式のライトは装備せず、軽量なバッテリーライトだけにする場合が多い。

### 泥除け
泥詰まりと荒地での破損を避けるために装着しないことが多いが、クリアランスの広い泥除けを装備する場合もある。

## メーカー市販車/ショップ市販車など
日本の大手メーカーからはそのままパスハンターという自転車も販売されたし、一般車のチェーン店であるSEOサイクルからは、SEMASセマスシリーズにてポーターやシェルパなどが発売された。SEMASシェルパは車種としてはオールラウンダーで、SEMASポーターはクロス・ツーリズム(Cross・Tourism)である。